# 217. pehotni polk (Italija)
217. pehotni polk Volturno je bil pehotni polk Kraljeve italijanske kopenske vojske.

## Zgodovina
Med prvo svetovno vojno je bil polk nastanjen na soški fronti.